# Hemicletodes typicus
Hemicletodes typicus är en kräftdjursart som beskrevs av Lang 1936. Hemicletodes typicus ingår i släktet Hemicletodes och familjen Argestidae. Inga underarter finns listade i Catalogue of Life.